# 花岡拓也
花岡 拓也（はなおか たくや、3月16日 - ）は日本の作曲家。長野県出身。
学生時代からアルバイトでゲーム音楽を手がけ、その後テクモに入社。モンスターファームをはじめとした、様々なタイトルに携わる。スタジオクリシェ、サラマンダー・ファクトリーを経て、現在はあまた株式会社に所属。
2000年、A・G・A・S （A&G ALL STARS）のシングル「dream power-翼なき者たちへ-」（文化放送「A&Gゾーン」テーマ曲）ストリングスアレンジとブラスアレンジを担当した。

## 作品
（メインで担当したタイトルを主に表記。詳しくは公式サイト参照）
- テクモ・スーパーボウル2 スペシャルエディション
- モンスターファーム
- バイオモーター ユニトロン
- 街ingメーカー2 - 続・ぼくの街づくり -
- 銀魂でぃ〜えす・万事屋大騒動!
- 己のダンジョン
- SIMPLE DSシリーズ Vol.27 THE 密室からの脱出 ～THE 推理番外編～